# Misilmeri
Misilmeri (Musulumeli in siciliano) è un comune italiano di 29 084 abitanti della città metropolitana di Palermo in Sicilia.

## Geografia fisica

### Territorio
Città della Sicilia nord-occidentale situata nella valle del fiume Eleuterio.
Si incontra percorrendo la scorrevole Palermo-Agrigento Strada Statale 121 al km 248+00. Il territorio di Misilmeri è esteso per circa 7.000 ettari e tocca in parte la Conca d'Oro. Nel territorio comunale si trova il monte Gulino (844 m s.l.m.).

### Clima
La città si trova in una fascia temperata con un soleggiato clima mediterraneo, lunghe estati calde e umide e inverni miti.
La vegetazione è tipica della macchia mediterranea.

## Storia
Nella località di Pizzo Cannita, nel 1695 e nel 1725, furono rinvenuti dei sarcofagi ed altri reperti archeologici, conservati oggi al Museo Archeologico Regionale di Palermo. Durante la dominazione romana venne aperta una via consolare che, partendo da Palermo e attraversando Misilmeri, raggiungeva Agrigento (sino al 1864 il Corso Vittorio Emanuele e il Corso IV Aprile portavano il nome di Via Consolare).
L'emiro Giafar II, che regnò sulla Sicilia dal 998 al 1019, giunto a Misilmeri, fece costruire un grande castello dove dall'alto delle torri si ammirava uno splendido panorama: dalla vallata del fiume Eleuterio sino al mar Tirreno. In seguito, alle pendici del castello si formò un villaggio; da qui il nome Misilmeri che deriva dall'arabo Menzel-el-Emir e che significa appunto villaggio dell'Emiro.
Nel 1068 Misilmeri fu teatro di una battaglia decisiva durante la conquista normanna della Sicilia. La vittoria normanna comportò la completa dissoluzione delle autorità musulmane e aprì la strada della conquista della stessa Palermo quattro anni più tardi, quando questa come altre realtà maggiori siciliane poteva ormai contare sulle proprie difese locali. La prima chiesa cristiana fu costruita prima del 1123 e intitolata a Sant'Apollonia, come citato in una bolla di papa Callisto II. La Misilmeri attuale venne fondata nel 1540 dal barone Francesco Del Bosco, il quale la trasformò in un cantiere edile; nel 1553 fece costruire la nuova parrocchia di San Giovanni Battista, la Madrice, nel 1575 aprì la strada di accesso al castello, la Strada Grande. La ricostruzione proseguì con un'altra chiesa, quella di Santa Rosalia, la prima ad essere dedicata alla Santa eremita palermitana che dal 1625 al 1671 fu patrona di Misilmeri, conosciuta più comunemente come la chiesa di San Paolino.
Nel 1692 con il supporto morale ed economico di Giuseppe del Bosco, principe della Cattolica, Francesco Cupani fonda a Misilmeri il più grande orto botanico d'Europa nel Giardino Grande, del quale oggi non rimane niente. Lo scopo di questo orto botanico era di coltivare erbe e piante per alleviare le sofferenze fisiche della povera gente di Misilmeri. Attirava molto l'attenzione del mondo civile di allora poiché questo tipo di istituzione umanitaria era davvero una cosa rara.
Durante il secolo XVIII i Bonanno subentrarono per matrimonio ai Del Bosco. Nel 1795, fondato l'Orto botanico di Palermo, più di 2000 piante di quello di Misilmeri vi furono trasferite. Nel 1896 è collocata a Misilmeri una lastra marmorea incisa in memoria di questo primato scientifico. Re Vittorio Amedeo II di Savoia volle visitare per questo motivo il comune.
Il Risorgimento vide gravi disordini in particolare nel 1837.
A Misilmeri, nel 1860, prima che I Mille arrivassero a Palermo, il generale Giuseppe Garibaldi, insieme a Nino Bixio e a Giuseppe La Masa, fondò il primo Comitato pronto a governare l'Italia. La piazza principale, ancora oggi, porta il nome di Piazza Comitato 1860. Sulle colline di Gibilrossa, Garibaldì pronunciò a Nino Bixio le celebri parole Nino, domani a Palermo! Bixio rispose: O a Palermo o all'inferno!

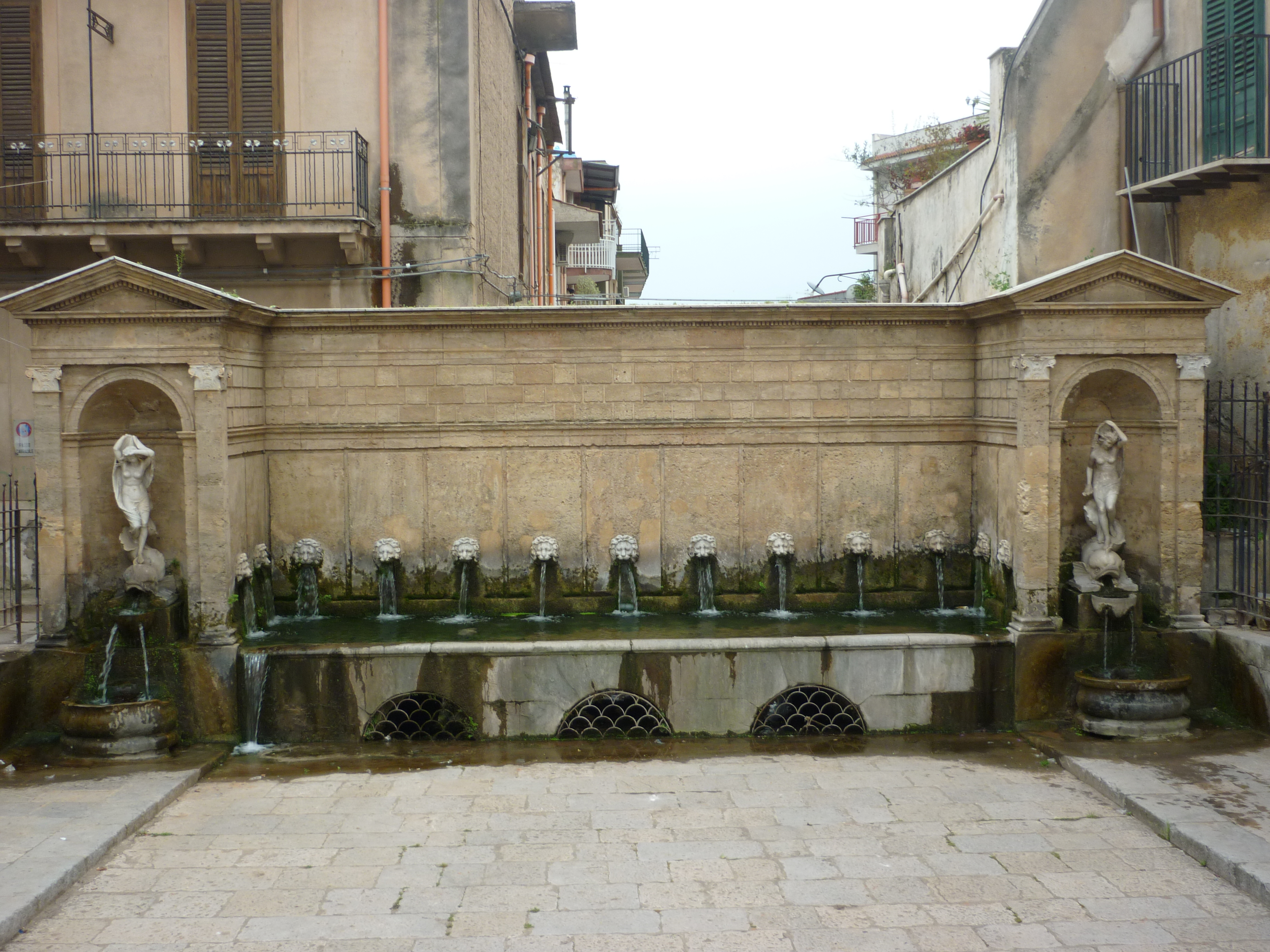
Fontana Grande

Si ha notizia già dal 1529 dell'esistenza della Fontana Grande in Piazza comitato restaurata e decorata nel 1879 dallo scultore Palermitano Benedetto Civiletti. Alle spalle della Fontana Grande vennero costruiti i lavatoi pubblici nel 1893, successivamente sepolti e nel 1999 tornati alla luce dopo un lungo restauro.
La stazione ferroviaria facente parte della tratta Palermo-Corleone-San Carlo venne inaugurata nel 1882 e posta in disuso nel 1959 perché in passivo, vista la crescita di altri mezzi di trasporto. Un altro mezzo di trasporto che collegava Misilmeri con Palermo era il cosiddetto papuni (dal latino vapor applicato anticamente ai bastimenti), era una diligenza o carrozzone per il trasporto dei passeggeri trainato da un cavallo, poteva trasportare sino a 14 persone e impiegava 2 ore per coprire tutto il tratto. Il costo del biglietto era di 5 lire, andata e ritorno, ma nel 1929 fu dismesso, sia perché il treno era più veloce sia per l'avvento delle prime automobili.
Una figura scomparsa a Misilmeri è U maraùni, ossia marangone, un uomo che conduceva gli abitanti da una sponda all'altra del fiume Eleuterio durante la piena invernale. Sono scomparsi anche i funnachi, termine della lingua siciliana, alberghi d'infimo ordine, un posto dove alloggiavano i cavalli dei viandanti o per fare la muta. Attestano alcuni documenti di un antichissimo fondaco di Santa Rosalia dove la Santa si riposò una notte durante un suo viaggio. È scomparso molto altro a Misilmeri, le tradizioni familiari, arti, mestieri e tradizioni religiose, ma negli ultimi anni si è ridestato un interesse per la ricerca storica e antropologica, nella speranza che la storia sia maestra di vita.

Dopo mille anni dalla sua costruzione, il Castello di Misilmeri è stato restaurato e si sta cercando di inserirlo nei circuiti turistici isolani. Si possono vedere a Misilmeri opere d'interesse storico-archeologico come il cunicolo sotterraneo che collega la parrocchia di San Giovanni Battista al castello, la catacomba con le lastre marmoree incise nel periodo di dominazione berbera nella chiesa di Sant'Antonio o delle Anime Sante, i Tredici Ponti, i Lavatoi, la Chiesa Madre, il ponte di Risalàimi, il promontorio di Pizzo Cannita.

## Monumenti e luoghi d'interesse

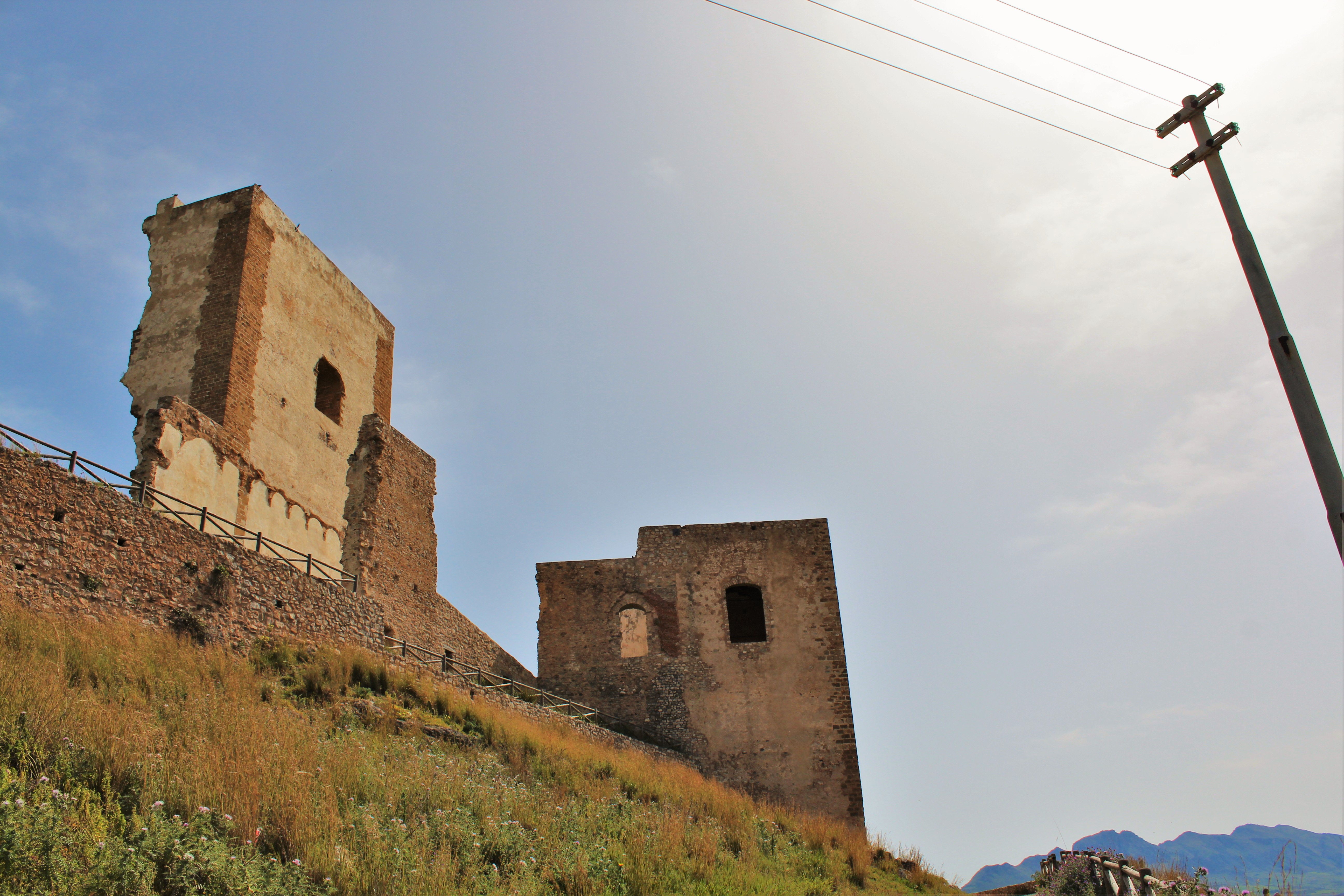
Castello dell'Emiro

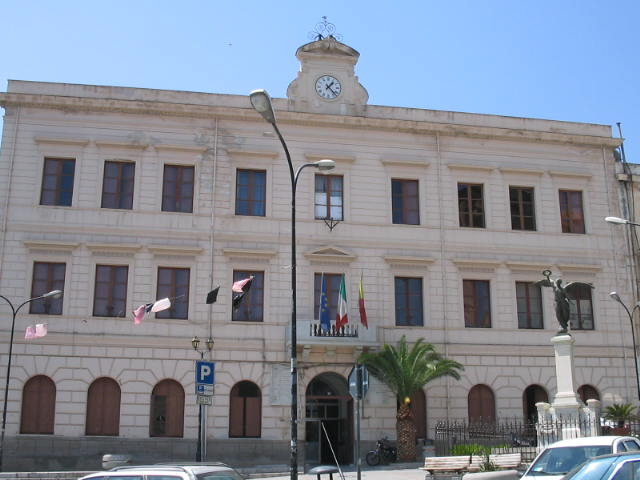
Palazzo comunale

### Architetture religiose
- Duomo di San Giovanni Battista, eretto a partire dal 1553. L'edificio sacro custodisce una Immacolata, statua lignea con panni argentati del 1734, opera realizzata da Pietro Marabitti; del 1767 una Via Crucis su ardesia del 1767; del XVIII secolo un dipinto raffigurante l'Immacolata, pala d'altare di Vito D'Anna; del 1784 una Urna neoclassica in argento contenente le reliquie di San Giusto, opera realizzata dall'argentiere palermitano Ignazio Richichi.
- Chiesa di Maria Santissima Annunziata
- Chiesa di San Gaetano da Thiene
- Chiesa di San Francesco d'Assisi
- Chiesa di San Vincenzo Ferreri
- Chiesa delle Anime Sante
- Chiesa di Sant'Apollonia
- Chiesa di Sant'Antonio di Padova
- Chiesa di San Paolino o di Santa Rosalia
- Chiesa di San Giusto Martire
- Chiesa del Cuore Immacolato di Maria o Chiesa Nuova

### Architetture militari
- Castello dell'Emiro d'epoca arabo - normanna.

### Architetture civili
Il Palazzo Comunale o Municipio è situato in piazza Comitato 1860. Nella stessa locazione si può vedere il monumento dedicato ai Caduti in guerra.

## Società

### Evoluzione demografica
Abitanti censiti

### Etnie e minoranze straniere
Gli stranieri residenti a Misilmeri al 31 dicembre 2023 sono 237. La comunità straniera più numerosa è quella proveniente dal Marocco (98) seguita dalla Romania (60) e dalla Repubblica Popolare Cinese (15).

### Tradizioni e folclore
Durante le feste pasquali si svolge nello spiazzale prospiciente alla Chiesa di San Francesco una rappresentazione, che insieme alle processioni della Via Crucis, alle cantate del Giovedì Santo nelle ore notturne (trucculiata) culminano nell'esposizione dei "lavureddi" (caratteristiche inflorescenze dei semi di ceci e lenticchie impiantati in un impasto umidiccio) e nell'Incontro della domenica di Pasqua, tra il Cristo Risorto e la Madonna.

La tradizione de "Mazzuna" (grossi cesti infiorati che adornano le statue arricchiti con primizie locali) si tramanda dal 1742.
Menzione a parte merita la Dimostranza di San Giusto, corteo di circa cento personaggi che rappresentano i momenti salienti della vita del Santo. La Dimostranza di San Giusto fu redatta da Don Domenico Furitano dei Baroni di Marraffa, Vicario Foraneo. Nell'anno 1771, centenario della traslazione delle reliquie di San Giusto nel paese, furono fatti grandi festeggiamenti in onore del Santo, tra questi venne realizzata un'imponente processione figurata con cui fu rappresentata la vita del santo, sino al martirio. 
Di particolare importanza è anche la festa del "Patriarca San Giuseppe", che registra ogni anno una grande presenza anche per via della grande confraternita portante il suo nome, famosa per la distribuzione del pane benedetto.
Infine va ricordata la magnificenza della processione del Venerdì Santo, preceduta dalla "Calata ra testa", evento di grandissima importanza nel folclore misilmerese, organizzato dalla venerabile e antichissima confraternita del Miseremini.

## Cultura

### Biblioteca
La Biblioteca Comunale "G. Traina" è stata istituita nel 1978 ed è stata intestata a Giuseppe Traina (1880-1966), avvocato misilmerese. Traina fu membro dell'Assemblea Costituente e Sindaco di Misilmeri. A lui si deve un saggio su Gustavo Benso di Cavour nella ricorrenza del centenario rosminiano.
Il numero di volumi complessivi della biblioteca è di circa 28.000 ed essi sono costituiti dal fondo proveniente dalla donazione Traina e da acquisizioni effettuate con risorse comunali e regionali.
La biblioteca partecipa da due anni al progetto SITAB (Sistema Informativo Territoriale Attività Bibliografiche) Catalogo Provinciale di Palermo.

## Sport
Lo sport principale e più praticato a Misilmeri è il calcio ma si possono trovare anche vari tipi di attività come il ciclismo, il Tennis, il Basket, gli Scacchi, l'Ippica, la MTB e l'Atletica leggera.

### Calcio
La principale squadra di calcio è il Don Carlo Misilmeri, che milita in Eccellenza Sicilia Girone A 2024-2025 e disputa le proprie gare casalinghe nello stadio comunale "Giovanni Aloisio", sito a Piano Stoppa. Nella stagione 1973-1974 la squadra fu allenata da Zdeněk Zeman.

### Tennis
Da anni si svolge nel periodo estivo il torneo di Tennis "Menzel El Emir cup", nel campo comunale di Piano Stoppa, con un'ottima partecipazione.

### Atletica leggera
La pratica dell'atletica leggera agonistica a Misilmeri nasce dall'impegno di un professore di educazione fisica, Marcello Giaccone, che porterà la scuola media Guastella a numerosi piazzamenti nei giochi della Gioventù nazionali culminati con la vittoria femminile del 1997.
A cavallo tra il 1992 e il 2000 i giovani misilmeresi furono protagonisti di numerosi successi di società a livello regionale vestendo le casacche della Polisportiva Active, del Gs L'atleta e della Polisportiva Moses. Oltre a numerosi titoli regionali individuali si segnalano i piazzamenti a livello nazionale di Antonino Monachello, Paolo Merendino, Giancarlo Badami, Grazia Falletta, Maria Costantino e Francesca Lamia.
Lamia, Costantino e Magno, ad oggi, detengono ancora il primato regionale della 8x50 stabilito con l'Active Palermo il 9 giugno del 1996 in 54"8.
La Marathon Misilmeri nasce nel 1999 è un'associazione sportiva dilettantistica che pratica l'attività di atletica leggera ed in particolare la corsa.
L'impegno profuso dai cugini Enzo ed Antonello La Scala ha portato la squadra ad essere in breve una delle più forti in Sicilia con una partecipazione in termini numerici decuplicata rispetto agli inizi. Il campo sportivo di Piano Stoppa, su spinta del giovane movimento podistico misilmerese, è stato dotato di un percorso in terra battuta che ogni anno ospita una delle prove del Gran Prix Regionale di corsa campestre organizzata dalla Marathon Misilmeri.
Fiore all'occhiello dell'atletica misilmerese è Lorenzo Perrone, specialista dei 1500 metri scoperto dal professor Zarcone e subito vincitore dei Campionati nazionali studenteschi di corsa campestre.
Lorenzo, dopo una sfilza di titoli nazionali nelle categorie giovanili, ha meritato l'accesso nel gruppo sportivo delle Fiamme Gialle (Guardia di Finanza) con cui ha conquistato titoli nazionali e convocazioni in nazionale.

### Ciclismo
Il ciclismo a Misilmeri prende piede grazie all'Asd Mtb Emyr, associazione sportiva dilettantistica senza scopo di lucro nata nel novembre del 2007. L'associazione ogni anno vanta l'organizzazione di tre importanti eventi: il Raduno dell'Epifania, la Passeggiata Ecologica in bici e il Crosscountry Città di Misilmeri.

### Scacchi
La squadra cittadina del Circolo scacchistico Pedone Isolano è riuscita a vincere per due volte, nel 2023 e 2024, il titolo italiano nel Campionato italiano di scacchi a squadre femminile . Nel Campionato Assoluto si è classificata seconda nel 2024 dietro la squadra di Padova, nello stesso anno ha partecipato alla Coppa europea di scacchi per club.Nell’2025 gli scacchisti Marcantonio La scala,Andrea Inzerillo e Andrea Morello hanno vinto col pedone isolano svariati  tornei regionali svolti nell’anno 2024/25.In più uno degli scacchisti più forti e promettenti della storia del pedone isolano ovvero Boss è riuscito nelle regionali under 100 a vincere un paio di partite guadagnando 2,5/6 punti  

## Amministrazione
Di seguito è presentata una tabella relativa alle amministrazioni che si sono succedute in questo comune.
| Periodo           | Periodo          | Primo cittadino    | Partito                              | Carica              | Note          |
| ----------------- | ---------------- | ------------------ | ------------------------------------ | ------------------- | ------------- |
| 29 dicembre 1988  | 20 luglio 1990   | Pietro Schimmenti  | Democrazia Cristiana                 | Sindaco             | [ 14 ]        |
| 10 dicembre 1990  | 5 luglio 1991    | Valentino Picone   | Democrazia Cristiana                 | Sindaco             | [ 14 ]        |
| 12 settembre 1991 | 21 maggio 1992   | Pietro Carlino     | Democrazia Cristiana                 | Sindaco             | [ 14 ]        |
| 9 giugno 1992     | 16 febbraio 1994 | Gaspare Nicotri    |                                      | Comm. straordinario | [ 14 ]        |
| 9 giugno 1992     | 16 febbraio 1994 | Giovanni Alessi    |                                      | Comm. straordinario | [ 14 ]        |
| 9 giugno 1992     | 16 febbraio 1994 | Elio Cimò          |                                      | Comm. straordinario | [ 14 ]        |
| 16 febbraio 1994  | 8 giugno 1998    | Gaspare Di Spezio  | La Rete - Movimento Democratico      | Sindaco             | [ 14 ]        |
| 8 giugno 1998     | 29 aprile 2003   | Gaspare Di Spezio  | centro                               | Sindaco             | [ 14 ]        |
| 29 aprile 2003    | 3 maggio 2004    | Roberto Scigliano  |                                      | Comm. straordinario | [ 14 ]        |
| 29 aprile 2003    | 17 maggio 2005   | Sebastiano Rigoli  |                                      | Comm. straordinario | [ 14 ]        |
| 29 aprile 2003    | 17 maggio 2005   | Giuseppe Buffa     |                                      | Comm. straordinario | [ 14 ]        |
| 3 maggio 2004     | 17 maggio 2005   | Piero Marcellino   |                                      | Comm. straordinario | [ 14 ]        |
| 6 giugno 2005     | 15 giugno 2010   | Salvatore Badami   | Democrazia è Libertà - La Margherita | Sindaco             | [ 14 ]        |
| 18 giugno 2010    | 30 luglio 2012   | Pietro D'Aì        |                                      | Sindaco             | [ 14 ] [ 15 ] |
| 6 agosto 2012     | 3 dicembre 2014  | Enrico Gullotti    |                                      | Comm. straordinario | [ 14 ]        |
| 30 luglio 2012    | 3 dicembre 2014  | Alfio Pulvirenti   |                                      | Comm. straordinario | [ 14 ]        |
| 30 luglio 2012    | 3 dicembre 2014  | Rossana Mallemi    |                                      | Comm. straordinario | [ 14 ]        |
| 30 luglio 2012    | 6 agosto 2013    | Tommaso Mondello   |                                      | Comm. straordinario | [ 14 ]        |
| 2 dicembre 2014   | 6 ottobre 2020   | Rosalia Stadarelli | Liste civiche                        | Sindaco             | [ 14 ]        |
| 6 ottobre 2020    | in carica        | Rosario Rizzolo    | Liste civiche                        | Sindaco             |               |

## Infrastrutture e trasporti
Il Comune è interessato dalle seguenti direttrici stradali:

## Altro

### Emittenti televisive
TSEUNO Misilmeri, emittente televisiva cattolica affiliata al circuito Corallo Sat. L’emittente fondata nel 1982 ha cessato definitivamente l’attività dopo 40 anni e il suo sito web non è più accessibile.

### Premio Rocco Chinnici
Al fine di onorare la memoria e l'opera del magistrato Rocco Chinnici, ucciso dalla mafia a Palermo il 29 luglio 1983 nella strage di via Pipitone Federico, viene indetto e organizzato ogni anno questo Premio. Esso vuole contribuire allo sviluppo dell'Educazione alla Legalità tra i giovani del nostro Paese, al fine della formazione di una coscienza civile e democratica, come efficace antidoto per contrastare ogni forma di illegalità e di criminalità organizzata. Fra i personaggi illustri che ricevettero questo premio in passato, ricordiamo Giuseppe Tornatore, Valentino Picone e Pif. La cerimonia si è svolta giorno 19 gennaio 2009, presso il cinema “King” di Misilmeri.

## Eventi
Dal 2006 si organizza una sagra dedicata al kaki di Misilmeri.